# Флокоаса
Флокоаса (рум. Flocoasa) — село в Кантемирском районе Молдавии. Наряду с сёлами Чобалакчия и Викторовка входит в состав коммуны Чобалакчия.

## География
Село расположено на высоте 48 метров над уровнем моря.

## Население
По данным переписи населения 2004 года, в селе Флокоаса проживает 684 человека (350 мужчин, 334 женщины).
Этнический состав села:
| Национальность | Число жителей | Процентный состав |
| -------------- | ------------- | ----------------- |
| молдаване      | 662           | 96.78             |
| болгары        | 10            | 1.46              |
| гагаузы        | 4             | 0.58              |
| украинцы       | 3             | 0.44              |
| русские        | 2             | 0.29              |
| поляки         | 1             | 0.15              |
| прочие         | 2             | 0.29              |
| Всего          | 684           | 100%              |